# Gewerbegeschichte der Mark Brandenburg

Alaunwerk bei Freienwalde (Oder), 1798

Die Gewerbegeschichte der Mark Brandenburg beschreibt die Entwicklung des produzierenden Gewerbes, allgemeinhin als Sekundärsektor bezeichnet im Verlauf der Bestehenszeit der Mark Brandenburg vom Mittelalter bis zum Ende der Frühen Neuzeit.

## Im Mittelalter
Brandenburg war ein ressourcenarmes Land und das Vorkommen der damals wichtigsten Erze Silber, Gold, Eisen, Zink und Zinn war gering. Bedingt durch den Status als Kolonisationsland, das viel später in die Geschichte eintrat als die süd- und westdeutschen Territorien, lag die Mark im Spätmittelalter vom zivilisatorisch-wirtschaftlichen Entwicklungsgrad hinter den Kerngebieten des Reiches am Rhein zurück.

## Gewerbe im 16. Jahrhundert
Die Anfänge einer Gewerbelandschaft liegen im 16. Jahrhundert im Raum Berlin, Potsdam und im Finowtal. Zu den Werkstätten zählen Mühlen, Hammerwerke an fließenden Gewässern, Papiermühlen und Glashütten. 1532/1539 entstand in Eberswalde eine Papiermühle (bis 1650), andere Papiermühlen entstanden in Reipzig (1539), Cottbus (1557) und Neudamm (1568). Bis zu Ende des 16. Jahrhunderts wurden Glaswaren aus Schlesien und Böhmen importiert. Da es Sand und Holz in der Mark zu genüge gab, erfolgten entsprechende Hüttenbildungen. Seit 1575 ist eine Glashütte am Grimnitzsee (Uckermark) nachgewiesen. Zwischen 1648 und 1713 gab es Produktionsstätten am Bernsee (Bernseesche Hütte) die den Hof mit qualitativ hochwertigen Glas beliefernde Hütte in Potsdam-Zechlin, zwei Hütten in der Neumark, Althüttendorf am Grimnitzsee., die Hütte am Spiegelberg bei Neustadt an der Dosse. Insgesamt gab es 75 Hütten an 60 Orten in der Mark Brandenburg. Die meisten von ihnen produzierten Gebrauchsglas. Nur einige schufen und schliffen feine Gläser.
Es gab vereinzelte Unternehmen, die auf einem landesherrlichen Regal basierten, so zum Beispiel die Kupferhämmer in Peitz (seit den 1550er Jahren), das Messingwerk bei Eberswalde, Zehdenick und Neustadt an der Dosse. Deren Arbeit war aber nur so gut, wie es die begrenzte Qualität der in Brandenburg vorhandenen Raseneisenerze erlaubte. Für den Kurfürsten waren diese Hütten wichtig, da sie die Garnisonen mit Munition versorgten aber darüber hinaus war ihr wirtschaftlicher Nutzen gering. Das dort produzierte Eisen war bei Frost wenig bruchfest. Brandenburg war damit auf dem regionalen Markt im Metallhandel nicht konkurrenzfähig und ohne Förderung durch den Staat in Form von Aufträgen und Einfuhrbeschränkungen hätte sich der metallverarbeitende Sektor nicht gehalten.
Abgesehen von den Glashütten und den (kleinen) Montanwerken existierte bis ins späte 17. Jahrhundert in Brandenburg kein nennenswertes höher entwickeltes Gewerbe, das das handwerkliche Niveau überschritt. Brandenburg galt als wirtschaftlich gering entwickeltes Land zum Beispiel im Vergleich zu den zeitgemäß vorne stehenden Gewerbelandschaften Flanderns und Hollands oder dem Montangebieten des Erzgebirges.
An den Schleusen des 1668 vollendeten Oder-Spree Kanals entstanden wie am Finowkanal kleinere Gewerbesiedlungen, so in den Rüdersdorfer Kalkbergen, von denen aus die Städte mit Baukalk beliefert wurden.

## Erste Welle von Manufakturgründungen bis 1700
Die Zeit von 1640 bis 1713 war die Auftaktphase einer bis 1810 wirkenden Zeit merkantilistischer staatlicher Wirtschaftspolitik im gesamten Hohenzollernstaat. Die Landesherrlichen Bemühungen hatten zum Ziel, aus den wirtschaftlichen Partikularinteressen Einzelner und Interessensbezogen gegensätzlicher Akteurskonstellationen von Städten, Grundherren, Patrizier/Kaufleute und Zünften eine einheitliche und ganzheitliche Volkswirtschaft zu formen.
Die Handelsbeziehungen der Kaufleute zu den gewerblichen und kommerziellen Zentren Mittel-, Ost- und Norddeutschlands waren nach dem Dreißigjährigen Krieg gestört. Die Konkurrenz der kapitalkräftigeren Hamburger, Leipziger, Frankfurter/M. Kaufleuten drängte die Berlin-brandenburgische Handelsschicht in dieser Region des Reiches in den Hintergrund. Die gewerbliche Kleinproduktion in der Mark hatte kaum noch überörtliche Bedeutung. Die Maßnahmen der Zünfte begrenzten eher die Produktion als sie auszuweiten. Waren von 1500 bis 1612 zu den elf vorhandenen noch 27 weitere Zunftorganisationen dazugekommen, wurde bis 1682 nur ein einziges neues Gewerksprivileg (1643 für die Seifensieder) erteilt. Von 1682 bis 1722 wurden dann wieder 40 neue Gewerksprivilegien erteilt, was für eine starke gewerbliche Belebung nach 1682 spricht und eine gewerbliche Rückentwicklung während des Dreißigjährigen Krieges und eine Stagnation danach widerspiegelt. Die Zeit von 1648 bis 1680 war von wirtschaftspolitischen Entwicklungen begleitet, die vor allem den Vorstellungen holländischer Merkantilisten entsprach.
Bedingt durch die rasche ökonomische Entwicklung der Nachbarterritorien wie Sachsen oder die führenden europäischen Staaten wie England oder die Niederlande drohte Brandenburg und Preußen in einen halbkolonialen Status zu fallen. Als ein Land, das billig Rohstoff produzierte und ausführte und alle verarbeiteten Fertigwaren teuer importierte.
Das Vorbild der weiterentwickelteren westeuropäischen Staaten wirkte stimulierend und beschleunigte die Entwicklung einer eigenen wirtschaftspolitischen Strategie. Der Große Kurfürst Friedrich Wilhelm I. suchte für seinen in Zusammenwachsen begriffenen Hohenzollernstaat, in dem Brandenburg weiter eine zentrale Position innehatte, den Anschluss an die entwickelteren Staaten Europas wie zum Beispiel den Niederlanden.
Da der Gesamthohenzollernstaat Brandenburg-Preußen im 17. Jahrhundert nach den Zerstörungen des Dreißigjährigen Krieges überhaupt kein exportorientiertes Großgewerbe besaß, waren Protoindustrialisierung und die Schaffung der Grundlagen für die Industrialisierung (Kapital, Personal, Absatz) eine Leistung, die das frühneuzeitliche Staatswesen initiieren musste. Solche staatlichen Förderungen betrafen finanzielle Zuwendungen oder eine rigorose Zollpolitik. Die fehlende Einheit im Inneren des Gesamthohenzollernstaates aber auch die divergierenden und opponierenden Interessenlagen der Wirtschaftsakteure erlaubten nur eine sehr energische, bevormundende, antreibende und abwehrende Staatspolitik. Mit diesen Methoden glich die preußische Wirtschaftspolitik denen der anderen europäischen Staaten.
Die Ressourcen für den Aufbau einer Gewerbelandschaft lagen in Brandenburg aber auch in den anderen zugehörigen Hohenzollernprovinzen wie in Ostpreußen, dem Herzogtum Magdeburg oder Hinterpommern nicht vor. Das vorhandene Kapital der Bewohner war gering, die Kompetenzen im Gewerbe- und Kapitalsektor der Wirtschaft gering und durch die geringe Liberalisierung der Landgesellschaft die ökonomische Eigeninitiative nicht ausgeprägt, so dass wirtschaftliche Stimulationen von außen kommen mussten. Dies gelang auch durch die Peuplierungspolitik der Hohenzollernherrscher in ihren gesamten Provinzen. Viele Hugenotten ließen sich nach dem Edikt von Potsdam in der Mark nieder mit Schwerpunkt im Berliner Raum und gründeten neue Gewerbearten, die es so bisher nicht gegeben hatte. Mit ihnen setzte die eigentliche Gründungswelle von Manufakturen in Brandenburg ein.
Staatlicherseits wurde die anziehende Manufakturpolitik von dem in den 1680er Jahren bedeutendsten brandenburgische Staatsmann Eberhard von Danckelmann gelenkt. Anfang der 1680er Jahre entstanden unter Beteiligung der beiden Berater des Kurfürsten Elard Esich und Daniel Stephani erste Manufakturen. 1678 wurde eine Wollmanufaktur in Berlin angelegt, die im Verlagssystem dezentral produzierte. Die verarbeitenden Gerätschaften mussten aus Amsterdam importiert werden, da es in Brandenburg hierfür keine Produzenten gab. Die Manufaktur ging schlecht, existierte aber zumindest 1711 noch und hatte 1680 bereits 200 Arbeiter. 1679 gründeten die beiden Berater eine Zuckersiederei in Berlin, 1681 folgte eine Tabakspinnerei auf Initiative des Berliner Bürgermeisters Christian Friedrich Bartholdi (1644–1707) und des Frankfurter Steuerrates Johann Senning. 1686 ließ der Berliner Kaufmann Johann Andreas Kraut eine „Gold- und Silberzieherei“ anlegen. Die Manufaktur wurde vom Leipziger Gebrüdern Caspar Bose und Georg Bose erworben und dann an Severin Schindler veräußert. Dieser Betrieb expandierte und beschäftigte 1708 bereits 900 Menschen. Henri de Moor gründete 1696 in Neustadt an der Dosse eine Spiegelglasmanufaktur, die später zum Lieferanten von Spiegeln für die preußischen Schlösser wird. Hier genau wie bei der Gold- und Silberzieherei waren es die französischen Arbeiter mit ihren Produktionserfahrungen, die zum Aufblühen des Unternehmens beitrugen. 18 französische Meister waren dort mit 120 Arbeitern tätig. Die Potsdamer Glashütte unter der Leitung von Johannes Kunckel stellte hochwertige künstlerische Glaserzeugnisse her.
In Berlin gab es 1685 neben dem Handwerk gewerbliche Unternehmungen wie etwa Textilgewerbe, Zuckersiedereien oder Fayence-Werkstätten. Bis 1700 folgten weitere Manufakturen in den Warengruppen: Fayencen und Steingut, Gobelins und Teppiche, Gold- und Silberwaren, Wolle, französische Hüte, Seide, Tapeten, Strümpfe, italienische Kunstblumen, Baumwolle, Dekorationsbänder. Es entwickelten sich Färbereien und Farbanstalten, hergestellt wurden Spezialwaffen, Messingarbeiten, Stahlwaren und Messer, Münzen und Medaillen. Die ersten Manufakturen kümmerten dahin oder gingen nach wenigen Jahren wieder ein. Beispielsweise konnte die Tabakmanufaktur ihre Waren trotz gesetzlichen Monopols und steuerlicher Vergünstigen nicht veräußern. Die Textilbranche litt unter Auftrags- und Rohstoffmangel. Insgesamt mangelte es vielen Manufakturen der ersten Entwicklungswelle bis 1700 sowohl an nachhaltigem zur Verfügung stehenden Kapital, Qualität der Waren und an einem Binnenmarkt. Viele der hergestellten Waren konnten nicht mit auswärtigen Erzeugnissen konkurrieren. Absatzmangel führte zum Beispiel zum Ruin der 1694 gegründeten Berliner Crêponfabrik. Die 2000 Weber umfassende Textilmanufaktur vom Schweizer Fabrikanten Joseph Orelly musste 1699 wegen fehlenden Absatzes aufgeben.
Ungeachtet der vielen Rückschläge und periodischer Wirtschaftskrisen zeigte sich im Vergleich von 1713 zu 1650 ein starker Wirtschaftsanstieg in Brandenburg. Zu den aufblühenden Industriezweigen gehörten die Kupfer- und Zuckersiedereien, Bergwerke, Papierhütten und Druckereien. Neben der Großproduktion von Lederwaren verzeichnete die Tabakverarbeitung nebst Tabakpfeifen zunehmenden Gewinn.

## Merkantilismus im 18. Jahrhundert
Es gab zwei wichtige Gewerbezweige in der Mark, die Tuchherstellung mit Schwerpunkt in Berlin-Cölln, Potsdam, Brandenburg an der Havel und weiteren Orten und die Bierbrauerei vor allem in der Altmark. Die Tuchindustrie befand sich seit Anfang des 16. Jahrhunderts in einer anhaltenden Krise, die durch den Dreißigjährigen Krieg verschlimmert wurde. Sächsische Tuchhersteller, die in der Kurmark die Wolle vom Erzeuger aufkauften, verteuerten den Rohstoff für die heimischen Verleger. Die verbleibende Wolle reichte nicht aus, um das einheimische Gewerbe mit dem nötigen Rohstoff zu versorgen. Insgesamt organisierte sich die Tuchproduktion im 18. Jahrhundert zunehmend im Verlagssystem. Dem waren die in Zünften organisierten kurmärkischen Handwerker nicht mehr gewachsen, so dass ihre Zahl zurückging und Kaufleute wie Adam Rosenfeld in Landsberg oder Johann Mertz in der Altmark begannen, die Tuchmacherzunft zu verlegen.
Dem Zeitgeist des Merkantilismus entsprechend, versuchte König Friedrich Wilhelm I. die Einfuhr von sogenannten „Luxuswaren“ einzuschränken und förderte das Wollgewerbe aus eigenen Rohstoffen. Die für den Landadel lukrativen Exporte von Rohwolle und unbearbeitetem Leder ins „Ausland“ (meist nach Sachsen) wurden schließlich nach lange gültigen Ausnahmeregelungen verboten und stattdessen die Verarbeitung der gesamten Schur im „Inland“ angewiesen. Die preußische Armee trat als Großauftraggeber und -abnehmer auf; in Berlin wurde das Lagerhaus als Staatsverlag gegründet. Aus den Gewinnen des Wollgewerbes kam oftmals das Kapital für Manufakturen.
Als bedeutender Abnehmer erwies sich die zunehmend größer werdende preußische Armee. Die Entwicklung einer eigenen altpreußischen Rüstungsindustrie war politisch opportun, da sich Brandenburg-Preußen so von der Abhängigkeit von in Kriegszeiten unsicheren Importen lösen konnte. In der Zeit um 1700 entstanden so diverse Waffenmanufakturen in Brandenburg, von der die Potsdamer Gewehrfabrik die größte und am längsten existierende wurde. Rüstung und Militärwesen waren im 18. Jahrhundert einer stetigen Konjunktur in Brandenburg und Preußen unterlegen. Ein bekanntes größeres Handelshaus, die Firma Splitgerber und Daum machte sich diesen Geschäftszweig in Brandenburg zu eigen und investierte mit eigenem Kapital in den Ausbau des Rüstungsgewerbes vor allem um Berlin. Der auftretende Munitionsmangel in den ersten beiden Schlesischen Kriegen bewog Friedrich II. zur Anlage neuer Hochöfen und Verarbeitungsbetriebe zwischen 1752 und 1756 in Schadow bei Storkow, Gottow bei Zinna, Vietz bei Küstrin. Diese Anlagen dienten ausschließlich für den Heeresbedarf. Der Mangel geeigneter Erze, die zudem nur für die Munitionsproduktion brauchbar waren und das Energieproblem setzte der Ausweitung dieser Industrie enge Grenzen. Da Abholzungen durch dieses Gewerbe aber auch anderer Gewerbe wie die Glashütten, Teeröfen, Kalkbrennereien und Ziegeleien das zur Verfügung stehende Holz in der Umgebung dieser Gewerbe verringerte, setzte eine geregelte Wiederaufforstung und Waldwirtschaft ein.
Nach Beendigung des Ersten und Zweiten Schlesischen Krieges wandte sich Friedrich II. intensiv dem Auf- und Ausbau der heimischen Manufakturen zu. Noch bei seinem Regierungsantritt war das gesamte Preußen vorwiegend agrarisch geprägt und verfügte nur über einen geringen Exportanteil an weiterverarbeiteten Gütern. Die Einflussnahme des Königs zielte auf die Erlangung einer positiven Handelsbilanz und die Steigerung der finanziellen Staatsreserven. Gleichzeitig wollte er einen von ausländischen Importen autarken preußischen Markt schaffen, um den Abfluss von Devisen ins Ausland zu verhindern. Der Ausbau des Textilgewerbes sollte weiter forciert werden um den Bedarf für die heimische Zivilbevölkerung und das Militär zu decken. Um den eigenen Wünschen nach hochwertigen Geweben für die Ausstattung der Schlösser und Herrenhäuser nachzukommen, richtete der König seine wirtschaftspolitischen Bemühungen auch auf das Seidengewerbe, das zu einem wirtschaftspolitischen Lieblingsprojekt Friedrichs II. wurde. Diese erhielt einen hohen Anteil von staatlichen Unterstützungsgeldern, Konzessionen, Privilegien und die Bereitstellung von Gebäuden und Fabrikationsmitteln. Für den erfolgreichen Anbau von Maulbeerbäumen zur Seidenraupenzucht setzte er staatliche Prämien aus, um die in Potsdam und Berlin zu etablierenden Manufakturen mit einheimischer Landsiedel zu versorgen. Zusätzlich wurden Facharbeiter und Seidenweber aus Frankreich angeworben. Die Seidenindustrie, deren Produkte wie Damast, Atlas, Brokat, Gros de Tours ein „hofnahes“ Kunstprodukt darstellte und von einer kontinuierlichen staatlichen Schutzpolitik abhängig war, erreichte 1780 ihre maximale Produktion und ging danach zurück. Die Seidenherstellung in Brandenburg konkurrierte mit dem führenden französischen Vorbild und gelangte zu künstlerischer Eigenständigkeit. Ein bedeutender märkischer Unternehmer in diesem Segment wurde Johann Ernst Gotzkowsky aber auch der Berliner Posamentier und Hoflieferant Christian Friedrich Blume (1693–1746) und der Schutzjude David Hirsch. Karl David Kircheisen sorgte auf staatlicher Seite für die entsprechende Industrieförderung von 1742 bis 1770. 1758 war im Schloss Glienicke die Tapetenmanufaktur des jüdischen Unternehmers Isaac Levin Joel eingerichtet worden, der dort Wachstuchtapeten produzierte. Dessen Manufaktur wurde zu einer der erfolgreichsten in ganz Preußen. Seine Tapeten dekorierten die Häuser vieler Adeliger aber auch die Schlösser des Königs. Die Gewebe einheimischer Manufakturen erreichten eine hohe Qualität in Entwurf und Ausführung. Die höfische Nachfrage nach Luxuserzeugnissen bewirkte eine Stimulation im Gewerbesektor und die Schaffung eines High-End Sektors, der für eine kleine zahlungskräftige Kundschaft produzierte. Letztlich arbeiteten im gewerblichen Bereich die Mehrzahl der Schaffenden auf handwerklicher Basis, das heißt nicht auf standardisierte Massenproduktion ausgerichtete Unternehmen mit eher kleinem Zuschnitt.
Anders als im Seidengewerbe verlief die Entwicklung in der Baumwollbranche. Ihr in den 1740er Jahren beginnender Aufschwung basierte auf einem sich entwickelnden Massenkonsum. Die billigen, bunt gedruckten Kattunen erfreuten sich großer Beliebtheit, so dass eine Nachfrage vorhanden war. 1749 gab es in Berlin bereits sieben Kattundruckereien. Diese bildeten die zentralisierte Endstufe einer ganzen Produktionskette, die von verlagsmäßig betriebenen Spinnereien und Webereien schließlich zum Druck führten. Diese Betriebe erforderten hohes Kapital, da entsprechende technische Produktionsanlagen wie der Druckerei, Tischlerwerkstatt, Formstecherwerkstatt, Färberei, Bleiche usw. erforderten. Der Staat bevorzugte weiterhin die Leinen- und Wollproduktion und behinderte eher diese Branche als sie zu fördern. Die Kattundruckerei gehörte zum zunftfreien Gewerbe. Daher mussten Investoren zunächst Konzessionen erhalten, um produzieren zu können. Die Vergabe solcher Konzessionen wurde aber staatlicherseits seit 1754 untersagt. Damit sollte die Produktion dieser Branche gedrosselt werden, um die anderen Textilzweige zu schützen. Diese Maßnahme hatte aber keinen nachhaltigen Erfolg, 1763 gab es zehn Manufakturen. Unter Umgehung des Verbots waren im Siebenjährigen Krieg neue Betriebe entstanden. Unter ihnen das des Kaufmanns Johann Georg Sieburg, der von 1756 bis 1763 ohne Konzession arbeitete und sich zum Prototyp eines Unternehmers in der Baumwollverarbeitung entwickelte. Da die Baumwollbetriebe kaum staatliche Unterstützung erhielten, arbeiteten sie mit eigenem Kapital und sorgten selbst für den Absatz ihrer Produkte. In die Betriebsführung mischten sich die Behörden daher anders als bei den anderen Gewerbebranchen selten ein. Die Unternehmer entsprachen einem Typen von Manufakturkapitalist, der den Gesetzen des Marktes gänzlich vertraute und sich staatlicher Gängelei widersetzte.
Für den Betrieb von Verlagen und Manufakturen wurde zunehmend das Engagement von einheimischen Juden bedeutsam. Vor allem die Übernahme unrentabler Unternehmen durch vermögende Juden wurde zunehmend zur Bedingung für staatlich erteilte (Schutz-)Privilegien, sodass insbesondere nach dem Generalprivileg von 1750 eine Welle von jüdischen Unternehmensgründungen folgte. Für die Residenz- und Garnisonsstadt Berlin bedeutete das jüdische Engagement einen Modernisierungs- und Bedeutungsschub, wodurch sich die Kapitale zunehmend zu einem bedeutsamen Standort für die Seiden- und Baumwollindustrie sowie zum Knotenpunkt für den Ost-West-Handel etablierten konnte. Viele Manufakturen in Potsdam wurden durch jüdische Familien aus Berlin gegründet. So gab es bis 1769 17 jüdische Manufakturen, die für die Seiden- und Seidenwarenherstellung sowie die Baumwoll- und Edelmetallverarbeitung zuständig waren. In der Regierungszeit Friedrich II. wurden insgesamt 46 jüdische Manufakturen und Fabriken gegründet, 27 davon nach Ende des Siebenjährigen Krieges. Die meisten Gründungen erfolgten in der Textilbranche, wie zum Beispiel die Baumwoll- und Kattunfabriken im Berliner Großraum. In dieser Nachkriegszeit, die von ökonomischen Krisen, Spannungen und Bankrotten begleitet war, etablierten sich die „Juden als Retter in der Not“, die die Betriebe erst überleben ließen und wirtschaftlich wieder aufbauten.
Ziegeleien und Kalkbrennereien produzierten vermehrt für den Baubedarf Berlins, dessen raumstrukturierende Sogwirkung auf das Umland seit 1750 deutlich an Intensität gewann. Die Arbeitsteilung zwischen der Provinz und Berlin mit dem Grundmuster der Rohstoffproduktion auf dem Land und der Veredelung und dem Verbrauch in Berlin nahm stärkere Konturen an. Dies zeigte sich vor allem in der Textilindustrie. Auf dem Land wurde die Wolle hergestellt und im Berliner Lagerhaus verlegt. Kleinere Städte und Dörfer orientierten sich so mehr und mehr nach Berlin. Zudem entstand mit den neu gegründeten Spinner- und Weberkolonien Dorfgemeinschaften, die gänzlich von ihren städtischen Abnehmern in der Hauptrolle Berlins abhängig wurden. Neben Nowawes waren dies zum Beispiel Friedrichshagen, Gosen und Neu-Zittau oder das Amt Wollup. Die bis dahin so typische brandenburgische Trennung von Stadt und Land wurde mit Bildung der Wirtschaftsregion Berlin im Zentrum der Mark durchbrochen. Zu diesem Einzugsbereich gehörten auch Spandau, Potsdam, Neustadt-Eberswalde, das Finowtal mit seiner eisenverarbeitenden Industrie. Die neue räumliche Wirtschaftsstruktur Brandenburgs führte zur Bildung von Thünenschen Ringen. Die starke Förderung der Residenzen in und um Berlin ging aber auch zu Lasten der sonstigen Provinzstädte. Im 18. Jahrhundert konnte trotz des gewerblichen Wachstums noch nicht von den Wirtschaftsstrukturen des Berliner und Potsdamer Raums mit ihren Manufakturlandschaft auf die gesamte Wirtschaft der Mark Brandenburg geschlossen werden. Es gab in Ansätzen eine Verdichtung des Gewerbes auf dem Land zu verzeichnen. Beispielsweise gründete der Baron Matthäus von Vernezobre (1720–1782) in der Umgebung Hohenfinows industrielle Fertigungsanlagen. Zwischen 1752 und 1754 wurden ein Eisenhammer, eine Drahtzieherei und eine Nagelfabrik errichtet, in Tornow gehörte zeitweise eine Feilenfabrik dazu. Ebenso gehörte ein Textilwerk für Barchent und Leinenproduktion zum Besitz des Freiherrn. Seit 1750/53 produzierte die Eisen- und Stahlwarenfabrik bei Neustadt-Eberswalde. 1781 entstand eine Papierfabrik in Spechthausen.
Die Größe der einzelnen Gewerbe im 18. Jahrhundert war noch recht bescheiden. Die größte Unternehmung, das „Königliche Lagerhaus“ beschäftigte 1738 4730 Arbeiter, viele davon in Heimarbeit (neudeutsch: „Homeoffice“:). Die Gold- und Silbermanufaktur in Berlin als zweitgrößte Unternehmung Brandenburgs hatte 1783 833 Mitarbeiter, die KPM beschäftigte 1770 440 Arbeiter, die Potsdamer Gewehrfabrik hatte 1785 195 Mitarbeiter. Die Spiegelmanufaktur in Neustadt (Dosse) zählte 1788 145 Arbeiter. Die drei Berliner Zuckersiedereien beschäftigten 1787 350 Arbeiter. Insgesamt kann die Mark aber seit 1770 als eine gewerblich verdichtete Region bezeichnet werden, womit sie sich deutlich gegenüber ihren schwachentwickelten Entwicklungsstand noch im 17. Jahrhundert abhob. Bezogen auf ihre wirtschaftliche Stellung im preußischen Gesamtstaat, war die Mark Brandenburg nach Schlesien die zweitwichtigste Provinz. Zollpolitisch wurde der Märkische Wirtschaftsraum durch die Errichtung hoher Zollbarrieren zum Beispiel gegen Schlesien stark protegiert. Gerade die größeren Betriebe haben sich in der preußischen Zentralprovinz konzentriert. 42,6 Prozent der Unternehmen mit mehr als Zehn Beschäftigten waren in der Kurmark ansässig.
Alle Manufakturen erzeugten 1800 einen Wert von 4.121.731 Reichstalern, von denen Waren im Wert von 724.045 Reichstalern exportiert wurden. Der gesamte Sekundäre Sektor unter Einbezug der so genannten „mechanischen Künste“ (z. B. Bildhauer, Maler) und der Handwerksbetriebe erzeugte 1800 einen grob ermitteltes Bruttoinlandsprodukt von rund 11 Millionen Reichstaler. Die Betriebe der Handwerker, deren führende Gruppe, die Viergewerke (Fleischer, Schneider, Bäcker, Schuster) waren, arbeiteten hauptsächlich für die Bedürfnisse des Nahmarkts.
| Textilien                          | –     | 13.094 | 2.110.343 | 87    | –     | 26.813 | 9.169.810  | 73,8  |
| Tabakverarbeitung                  | –     | –      | –         | –     | 19    | 1125   | 1.103.388  | 8,9   |
| Zuckerfabrikation                  | –     | –      | –         | –     | 8     | 179    | 759.070    | 6,1   |
| Edelmetallverarbeitung             | –     | –      | –         | –     | 1     | 1013   | 345.000    | 2,8   |
| Metallgewinnung- und -verarbeitung | 11    | 159    | 183.625   | 8     | 20    | 295    | 95.847     | 1     |
| Glas                               | 4     | 95     | 33.150    | 1     | –     | 68     | 40.500     | 0,3   |
| Tapetenherstellung                 | –     | –      | –         | –     | 3     | 155    | 78.489     | 0,6   |
| Sägewerke (Schneidemühlen)         | –     | 86     | 15.442    | 1     |       | 65     | 14.391     | 0,1   |
| Papier                             | 12    | 72     | 21.568    | 1     | 6     | 304    | 63.191     | 0,5   |
| Pflanzenöle (Ölmühlen)             | –     | 37     | 2640      | 0     |       | 161    | 21.828     | 0,2   |
| Spiegelfabrikation                 | –     | –      | –         | 0     | 1     | 148    | 60.500     | 0,5   |
| Schmuckindustrie                   | –     | –      | –         | 0     | –     | 154    | 175.400    | 1,4   |
| Porzellan                          | –     | –      | –         | 0     | 1     | 400    | 150.000    | 1,2   |
| Steingut/Fayencenfabrikation       | –     | –      | –         | 0     | 3     | 186    | 40.000     | 0,3   |
| Sonstige                           | –     | 367    | 48.394    | 2     |       | 774    | 303.543    | 2,4   |
| Summe                              | –     | 13.910 | 2.415.162 | 100   |       | 31.840 | 12.420.957 | 100   |
| Töpfereien                         | –     | 107    | 2982      | –     | 8     | 117    | 18.863     |       |
| Brauereien                         | k. A. | k. A.  | k. A.     | k. A. | k. A. | k. A.  | k. A.      | k. A. |
| Brennereien                        | k. A. | k. A.  | k. A.     | k. A. | k. A. | k. A.  | k. A.      | k. A. |
| Zunfthandwerk                      | –     | –      | –         | –     | –     | –      | 2.000.000  |       |

Das Hauptgewerbe der Mark war die Textilherstellung und -Verarbeitung. Von der Größenordnung her erreichte das Gewerbe eine gute Grundlage um als erste Ausgangsbranche der ersten Welle der Industrialisierung einen entsprechenden Anschub und wirtschaftliche Dynamik zu generieren. So war eine gewisse Anzahl an gelernten Arbeiter, Absatzkanälen, Rohstofferzeuger vorhanden, die die Grundvoraussetzung für den späteren Take Off unter Einsatz von Maschinen bildete. Das Metallgewerbe war in der Industrialisierung zusammen mit der Energieerzeugung durch Fossile Brennstoffe die zweite bedeutende Branche. Dieses hatte in der Mark aber nur im Ansatz eine Ausbildung erfahren. Das zeigt die geringe Zahl an Produkten die überhaupt hergestellt wurden. So gab es „Fabriken“ im Metallgewerbe, die nur Nadeln, Knöpfe oder Nägel herstellten. Folglich waren die Einsatzmöglichkeiten außerhalb der Rüstungsindustrie für Metalle noch sehr begrenzt.
Um 1800 gab es auf dem Gebiet des späteren Deutsches Kaiserreichs (ohne Österreich, Tschechien) etwa 1000 Manufakturen mit 100.000 Beschäftigten. Die deutschen Erbländer Habsburgs besaßen zu dieser Zeit 280 Manufakturen, Brandenburg-Preußen 220 Manufakturen, Schlesien 30 Manufakturen, Ansbach-Bayreuth besaß 40 Manufakturen und das Gebiet Rheinland und Westfalen besaß 30 Manufakturen, das Kurfürstentum Sachsen hatte 170 Manufakturen, Kurpfalz/Bayern 150 Manufakturen, Kurhannover 20 Manufakturen.
Demnach besaß das Kurfürstentum Brandenburg trotz der offensichtlich zu heutigen Vergleichsmaßstab gesehenen bescheidenen Ausmaßes an arbeitsteiligen und genormten produzierenden Gewerbe um 1800 eine für damalige Verhältnisse dichtere Gewerbelandschaft. Die Mehrzahl der brandenburgischen Manufakturen lagen im Berliner Wirtschaftsraum.
Der durchschnittliche Jahreslohn in einer Chemnitzer Kattundruckerei betrug 1784 97,6 Reichstaler. Der heutige Jahreslohn eines erfahrenen Facharbeiters in Deutschland liegt bei etwa 40.000 € Brutto. Der Umrechnungswert des damaligen Reichstalers auf die heutige Kaufkraft in Euro entspricht etwa 1:400, wenn volkswirtschaftliche Wohlstandsgewinne die mit der Ausweitung des Warenkorbs, dem Ausbau der Infrastruktur und dem technologischen Fortschritt einhergehen, ausgeklammert werden. Dies ergäbe äquivalent bei einem gewerblichen Produktionswert bei 15 Mio. Rt pro Jahr für die Mark Brandenburg, einen vorsichtig geschätzten Jahresumsatz von rund sechs Milliarden Euro in heutiger Währung. Sechs Milliarden Euro Jahresumsatz bei rund 46.000 angestellten Mitarbeitern liegt in der Größenordnung eines heutigen größeren Mischkonzern im Produktionssegment. Auch die Angaben der branchenbezogenen jährlich produzierten Mengen in den Werken von Bratring lassen einen Vergleich zu einem größeren Mischkonzern in heutiger Zeit zu. Bezogen auf die damalige Bevölkerungsgröße von etwas über einer Million Einwohnern in der Mark Brandenburg ist die Gewerbedichte und ihre volkswirtschaftliche Relevanz ausgehend vom heutigen Niveau in Deutschland damit noch gering.
Grundsätzlich war der hergestellte Warenkorb um 1800 noch sehr klein, die Menge der Erzeugnisse war ebenso gering. Die gesellschaftlichen Produktionsbedingungen waren vorindustriell geprägt, der eigentliche Erwerbsarbeitsmarkt noch nicht groß. Das was neben den Textilien genormt produziert wurde, waren hauptsächlich Güter für das Luxussegment. Dazu gehörten Ausstattungselemente von Herrenhäusern und Schlössern wie Spiegel, Tapeten, Geschirr und dergleichen. Waren für das untere Einkommenssegment (z. B. IKEA-Möbel) wurden bis auf den Textilbereich noch nicht industriell gefertigt, sondern weiterhin in Eigenherstellung oder als Handwerksleistung gefertigt. Das bedeutete eine schlechte Grundversorgungsdichte mit den lebensnotwendigen Dingen, die Menschen täglich benötigen. Dieser Mangel zeigte sich zum Beispiel in diversen Hungerkrisen, die die strukturelle Unfähigkeit der damaligen Erzeuger verdeutlichten, die Nachfrage befriedigen zu können. Insgesamt lag die Mark Brandenburg mit all den Strukturdefiziten und Entwicklungswegen auf der Höhe der Zeit und hatte im Vergleich zu früheren Zeitpunkten deutlich gegenüber den anderen deutschen Territorien aufgeschlossen. Im weiteren Verlauf des 19. Jahrhunderts konnte der Berliner Wirtschaftsraum eine führende Stellung bei der Industrialisierung einnehmen. Die Grundvoraussetzungen dafür wurden im 18. Jahrhundert gelegt.